# 関西福祉科学大学高等学校
関西福祉科学大学高等学校（かんさいふくしかがくだいがくこうとうがっこう）は、大阪府柏原市にある私立高等学校。
1942年に設置された玉手山高等女学校を前身とする。学校法人玉手山学園が運営し、系列の関西福祉科学大学・関西女子短期大学・認定こども園関西女子短期大学附属幼稚園と同じ敷地内に立地している。
女子校として出発したが、1999年に男女共学に変更された。

## 沿革
- 1942年 - 玉手山高等女学校として設立
- 1948年 - 学制改革に伴い、玉手山高等学校を設置
- 1967年 - 関西女子短期大学附属高等学校に改称
- 1990年 - 学園本館竣工
- 1998年 - 関西福祉科学大学高等学校に改称
- 1999年 - 特別進学コース男女共学化
- 2006年 - 特別進学 I コース、特別進学 II コース、総合進学コースの3コース制導入
- 2013年 - 進学コース、保育進学コースを新設し、4コース制に改編
- 2017年 - 高校本館（8階建）竣工

## 主な卒業生
- 小野山博子（元バレーボール選手）
- 渡部桂子（アイドル、歌手）※関西女子短期大学附属高等学校卒業

## 交通
- 近鉄大阪線「河内国分駅」南西へ約900m、または「大阪教育大前駅」北西へ約900m
- 近鉄南大阪線・近鉄長野線「古市駅」、西日本旅客鉄道（JR西日本）関西本線（大和路線） 「高井田駅」からスクールバスを運行